# Erich Titschack
Woldemar Erich Titschack (* 11. Juni 1892 in St. Petersburg; † 15. April 1978 in Hamburg), nach anderen Quellen Erich Hans Woldemar Titschack, war ein deutscher Zoologe.

## Leben
Erich Titschack wurde als Sohn eines deutschen Kaufmanns in St. Petersburg geboren. Nach dem Besuch des dortigen humanistischen Gymnasiums bis zur Unterprima legte er das Abitur in Sangerhausen ab. 1912–1914 studierte er Biologie, Geologie und Chemie in Jena, Berlin und Bonn. Titschack zog als Kriegsfreiwilliger in den Ersten Weltkrieg und wurde an der Ostfront durch eine schwere Verwundung dauerhaft untauglich für den Kriegsdienst. Er nahm 1916 sein Studium in Bonn wieder auf und war gleichzeitig Assistent bei Richard Hesse. Seine Promotion zum Dr. phil. beschäftigte sich mit den sekundären Geschlechtsmerkmalen beim Dreistachligen Stichling. Von 1919 bis 1924 arbeitete Titschack als Zoologe bei der Farbenfabrik vormals Friedrich Bayer & Co. in Leverkusen. Dort untersuchte er die bis dahin wissenschaftlich wenig bekannte Kleidermotte. Zusammen mit dem Chemiker Ernst Meckbach entwickelte Titschack das erste Mottenschutzmittel für Wolle, das Eulan.
Ende 1924 übernahm er die Leitung der Insektensammlung im Hamburger Zoologischen Staatsmuseum. Obwohl er weiterhin intensiv über die Kleidermotte forschte, setzte er seine Ideen zur Neugestaltung der Schausammlung durch und erhielt aufgrund seiner wissenschaftlichen und organisatorischen Leistungen 1934 den Professorentitel. Sammlungsreisen führten ihn auf die Kanarischen Inseln (1931), nach Frankreich (1934) und Peru (1936). Die Ergebnisse der Peru-Reise erschienen in einem vierbändigen Buch. Nachdem Wohnung und Zoologisches Institut den Bombenangriffen des 30. Juli 1943 zum Opfer fielen, folgte Titschack im November 1944 einem Ruf als Oberverwaltungsrat an das Institut für landwirtschaftliche Gewerbeforschung und Vorratspflege der Universität Posen. Die Kleidermottenforschung konnte er dort aufgrund der im Januar 1945 vorrückenden sowjetischen Armee kaum beginnen. Das Institut wurde zunächst nach Thüringen und dann nach Giengen verlegt. 1951 kehrte Titschack nach Hamburg zurück und begann, die im Krieg zerstörte Schausammlung des Altonaer Museums neu aufzubauen. Wenige Monate vor seiner Pensionierung im Januar 1957 konnte die Schausammlung wieder eröffnet werden.
Nach seiner Pensionierung widmete sich Titschack intensiv der Insektenordnung Fransenflügler (Thysanoptera). Kurz vor Vollendung seines 86. Geburtstages starb Erich Titschack nach langer Krankheit.

## Ehrungen
1962 erhielt Erich Titschack das Bundesverdienstkreuz. Die Deutsche Gesellschaft für allgemeine und angewandte Entomologie ehrte ihn gleich zwei Mal: 1963 mit der Fabricius-Medaille und 1969 mit der Karl-Escherich-Medaille.